# بينيلوب بلاكمور
بينيلوب بلاكمور (بالإنجليزية: Penelope Blackmore)‏ هي لاعبة جمباز إيقاعي أسترالية، ولدت في 23 أبريل 1984 في ملبورن في أستراليا.

## وصلات خارجية
- بينيلوب بلاكمور على موقع الاتحاد الدولي للجمباز (licence) (الإنجليزية)
- بينيلوب بلاكمور على موقع الاتحاد الدولي للجمباز (biography) (الإنجليزية)
- بينيلوب بلاكمور على موقع أوليمبيديا (الإنجليزية)
- بينيلوب بلاكمور على موقع اللجنة الأولمبية الأسترالية (الإنجليزية)